# ジョージア議会議事堂
ジョージア議会議事堂（ジョージアぎかいぎじどう、グルジア語: საქართველოს პარლამენტის შენობა ქუთაისში、英語: Georgian Parliament Building in Kutaisi）は、ジョージアのクタイシに所在するジョージア議会でかつて使用された議事堂。2012年5月26日に完成し、首都トビリシのから機能を移転したものの、2019年1月に再びトビリシに移転した。現在、ジョージア議会はトビリシのジョージア議会議事堂 (トビリシ)を使用しており、こちらは内務省の所管となっている。
ジョージア政府は建築中、ジョージアの輝かしい、民主主義の将来の象徴として宣伝した。クタイシは、政府との関係を強化するとともに、地域経済発展に繋がるとして議事堂を招致した。クタイシへの議事堂移転に関して、金を溝に捨てているようなものであり、また、他の政府機能がトビリシに残っているにもかかわらず議事堂だけ移転するのは非効率であるとする批判もあった。
建築事務所CMD Ingenierosによって建設され、2012年5月26日に完成した。憲法条項に従って、2012年10月に新たに選出された議会の本席となった。
議事堂は、第二次世界大戦で戦没した300,000人のジョージア人と数千万人のソビエト連邦の市民を追悼した記念館の跡地に建てられた。なお、記念館は2009年12月の爆破により取り壊されたが、その際一般市民2人が死亡する事故が起きている 。
議事堂は川口衞法政大学名誉教授、川口健一東京大学生産技術研究所教授による設計で、100-メートル (330 ft)×150-メートル (490 ft)の楕円形のガラスのドーム状の建物である。

## 脚註
1. ↑  "Georgia's 'sci-fi' parliament building: Vision of the future or expensive folly?",Peter Shadbolt, CNN, June 13, 2012
2. 1 2 3  CMD Inginieros
3. ↑  "An expensive folly or an investment in the future?", Economist, June 14, 2012
4. ↑  "Georgia sees glass parliament as symbol of future" June 10, 2012, BBC News